# Alfred Romuáldez
Alfred Sison Romuáldez (Manila, 14 gennaio 1962) è un politico filippino.
È stato rappresentante del primo distretto della provincia di Leyte dal 1998 al 2001. Dal 2007 al 2016 è stato invece Sindaco della città di Tacloban.
Fa parte della nota famiglia Romualdez, natia delle città di Tolosa e Tacloban e avente grande influenza nello scenario politico di Leyte. È figlio dell'ex Sindaco Alfredo Romuáldez e nipote dell'ex First lady Imelda Marcos.

## Vita personale
È sposato con la ex attrice e politica Cristina Gonzalez-Romualdez, con la quale ha avuto due figlie, Sofia e Diana.

## Carriera politica

### Tifone Hayan
Il passaggio del Tifone Haiyan del novembre 2013 fu uno dei più forti cicloni tropicali mai registrati e provocò gravi danni nella regione di Visayas. La città di Tacloban fu una tra le maggiormente distrutte dal tifone. Nei giorni successivi alla catastrofe, Romualdez entrò in contrasto con il governo filippino, dopo essersi lamentato riguardo alle operazioni di salvataggio e di recupero, ritenute "estremamente lente" dal Sindaco.